# Янай Тадасі
Янай Тадасі (яп. 柳井 正; нар. 7 лютого 1949) — японський бізнесмен, президент компанії Fast Retailing. За даними журналу «Forbes», станом на січень 2019 року, є найбагатшою людиною Японії та 35-м у списку найбагатших людей світу зі статком $23 млрд.

## Біографія
Янаї Тадасі народився 1949 року в японському місті Убе в родині власника магазину чоловічого одягу. Закінчив школу в своєму місті і вступив до університету Васеда на факультет політології та економіки His uncle was an activist for elimination of the settlement of discriminated lower-class people, called Burakumin (minority group of Japanese society).. Після закінчення університету у 1971 році Янаї з престижною освітою пішов працювати продавцем посуду в супермаркет JUSCO. Пропрацювавши близько року, він покинув цю роботу на вимогу батька After a year at JUSCO, he quit and joined his father’s roadside  tailor shop..
У 1972 році Янаї став працювати у компанії батька. Працюючи в батьківському магазині, Янаї зрозумів, що торгівля одягом приносить гарний прибуток. У 1984 році він створив ритейл-компанію з роздрібної торгівлі одягом «Fast Clothing Retailing». Свій перший магазин «Unique Clothing Warehouse» (скорочено — Uniqlo) він відкрив в Хіросімі в 1984 році. У цьому магазині, на відміну від магазину батька, продавалася не тільки чоловічий одяг. Тадасі розширив асортимент, додавши повсякденний одяг в стилі унісекс за бюджетними цінами.
Економічна криза на початку 90-х років дала серйозний поштовх бізнесу Тадасі. Люди почали економити кошти і звертали уваги на недорогий одяг економ-класу. Компанія Uniqlo, що продавала дешевий простий одяг, мала непоганий прибуток, на відміну від конкурентів, які торгували дорогими речами. Тадасі став розширювати свій бізнес, відкриваючи магазини в інших невеликих містах. До 1994 року мережа мала вже 100 магазинів в Японії.
У 1998 році Тадасі запустив лінію власного одягу. Фабрику вирішено росмістити у Китаї, зважаючи на дешеву робочу силу. До 2001 року бренд Uniqlo мав уже 500 магазинів. Компанія випускала одяг в стилі унісекс, і лише в 2005 році з'явилася нова лінійка жіночого одягу, що сприятливо вплинуло на продажу.
У 2001 році Янаї вирішив вийти на світову арену. Перший магазин був відкритий в Лондоні і миттєво завоював любов споживача. Тадасі почав розширювати торгову мережу — в Англії була створена 21 торгова точка. Потім Янаї переключився на Америку, де відкрив 3 магазини в Нью-Джерсі. Проте зарубіжний бізнес різко пішов на спад. Протягом наступних п'яти років Тадасі закрив всі магазини в Нью-Джерсі і більшу частину торгових точок в Англії.
У 2006 році бізнесмен відкрив великий магазин в нью-йоркському Сохо. Він найняв 150 чоловік робочого персоналу, які працювали 12 годин на добу. Магазин працював без вихідних. Для виключення черг було закуплено близько 50 одиниць касової техніки — все працювали одночасно на обслуговування покупців, а також створено 100 примірочних кабінок. Так, магазин в Сохо став одним з кращих в мережі Uniqlo. Прохідність у вихідні дні доходила до 24 тисяч покупців.
У 2005 році відкриття великих магазинів почалося і в Японії, площа яких становила більше 1,6 тисячі квадратних метрів. У 2007 році в Токіо відкрився магазин площею три тисячі квадратних метрів. Після цього магазину Тадасі перейшов до відкриття найбільших магазинів і за кордоном — в 2007 році відкрився величезний магазин в Лондоні.
Поряд з основною діяльністю, в 2007 році Тадасі вирішив додати і виробництво футболок. Для цього був створений новий магазин «UT Project» в Харадзюку. Фірмовою відмінністю бренду стала упаковка футболок — вони продавалися в незвичайних пластикових капсулах.  Виробництво випускало більше 700 видів футболок різного стилю і дизайну.
Станом на 2019 рік компанія Fast Retailing управляє понад 3,5 тис. магазинами у 19 країнах і забезпечує роботою 44,5 тис. співробітників. Ринкова вартість Fast Retailing, яку журнал «Forbes» оцінює в $45,7 млрд, ставить компанію на сьому сходинку в списку найбільших ритейлерів одягу на світі після LVMH, Inditex, Nike, Kering, TJX Cos і Adidas. Тадасі належать 44% акцій компанії.